# New Berlin (village, New York)
Pour les articles homonymes, voir New Berlin.
Ne doit pas être confondu avec New Berlin (New York).
New Berlin est un village situé dans le comté de Chenango, dans l'État de New York, aux États-Unis. En 2010, il comptait une population de 1 028 habitants, estimée au 1er juillet 2019 à 989 habitants.

## Démographie
Lors du recensement de 2010, le village comptait une population de 1 028 habitants. Elle est estimée, en 2019, à 989 habitants.